# 1055
Il 1055 (MLV in numeri romani) è un anno  dell'XI secolo.

## Eventi
- inizio del pontificato di Papa Vittore II
- il selgiuchide Tughril Beg ottiene di essere nominato sultano dal califfo di Baghdad al-Qa'im, posto sotto un sostanziale protettorato da parte dei Selgiuchidi
- 4 giugno, Vittore II inaugura il Concilio di Firenze

## Nati
- 15 aprile - Guiberto di Nogent, monaco cristiano, teologo e storico francese
- 16 agosto - Malik Shah I, sovrano († 1092)
- Algero di Liegi, monaco cristiano francese († 1132)
- Pietro Barliario, medico e alchimista italiano († 1148)
- Eric I di Danimarca, re danese († 1103)
- Erik VII di Svezia, re norrena († 1067)
- Gabriele di Melitene, politico armeno († 1103)
- Gyōson, monaco buddista e poeta giapponese († 1135)
- Ma gCig, monaca buddhista e insegnante tibetana († 1149)
- Silvestro di Kiev, religioso e scrittore († 1123)
- Asser Thorkilsson, arcivescovo cattolico danese († 1137)
- Ulrico di Eppenstein, patriarca cattolico tedesco († 1121)
- Minamoto no Toshiyori, poeta giapponese († 1129)

## Morti
- 10 gennaio - Bretislao I di Boemia, nobile boemo
- 11 gennaio - Costantino IX Monomaco, imperatore bizantino
- 25 febbraio - Udalrico II, vescovo italiano
- 10 aprile - Corrado II di Baviera, nobile tedesco (n. 1052)
- 26 maggio - Adalberto di Babenberg, nobile tedesco
- 13 novembre - Guelfo IV di Carinzia, nobile austriaco
- 5 dicembre - Corrado I di Baviera, nobile tedesco
- Bartolomeo il Giovane, monaco cristiano italiano (n. 981)
- Federico di Toscana, nobile italiano
- Imiza di Lussemburgo, nobile tedesca
- Marciano, vescovo italiano
- Gruffydd ap Rhydderch, gallese
- Siward, conte di Northumbria, militare svedese
- Rinchen Zangpo, traduttore tibetano (n. 958)

## Calendario
| Calendario 1055 | Calendario 1055 | Calendario 1055 | Calendario 1055 | Calendario 1055 | Calendario 1055 | Calendario 1055 | Calendario 1055 | Calendario 1055 | Calendario 1055 | Calendario 1055 | Calendario 1055 | Calendario 1055 | Calendario 1055 | Calendario 1055 | Calendario 1055 | Calendario 1055 | Calendario 1055 | Calendario 1055 | Calendario 1055 | Calendario 1055 | Calendario 1055 | Calendario 1055 | Calendario 1055 | Calendario 1055 | Calendario 1055 | Calendario 1055 | Calendario 1055 | Calendario 1055 | Calendario 1055 | Calendario 1055 | Calendario 1055 | Calendario 1055 |
| --------------- | --------------- | --------------- | --------------- | --------------- | --------------- | --------------- | --------------- | --------------- | --------------- | --------------- | --------------- | --------------- | --------------- | --------------- | --------------- | --------------- | --------------- | --------------- | --------------- | --------------- | --------------- | --------------- | --------------- | --------------- | --------------- | --------------- | --------------- | --------------- | --------------- | --------------- | --------------- | --------------- |
|                 | 1               | 2               | 3               | 4               | 5               | 6               | 7               | 8               | 9               | 10              | 11              | 12              | 13              | 14              | 15              | 16              | 17              | 18              | 19              | 20              | 21              | 22              | 23              | 24              | 25              | 26              | 27              | 28              | 29              | 30              | 31              |                 |
| Gennaio         | Do              | Lu              | Ma              | Me              | Gi              | Ve              | Sa              | Do              | Lu              | Ma              | Me              | Gi              | Ve              | Sa              | Do              | Lu              | Ma              | Me              | Gi              | Ve              | Sa              | Do              | Lu              | Ma              | Me              | Gi              | Ve              | Sa              | Do              | Lu              | Ma              |                 |
| Febbraio        | Me              | Gi              | Ve              | Sa              | Do              | Lu              | Ma              | Me              | Gi              | Ve              | Sa              | Do              | Lu              | Ma              | Me              | Gi              | Ve              | Sa              | Do              | Lu              | Ma              | Me              | Gi              | Ve              | Sa              | Do              | Lu              | Ma              |                 |                 |                 |                 |
| Marzo           | Me              | Gi              | Ve              | Sa              | Do              | Lu              | Ma              | Me              | Gi              | Ve              | Sa              | Do              | Lu              | Ma              | Me              | Gi              | Ve              | Sa              | Do              | Lu              | Ma              | Me              | Gi              | Ve              | Sa              | Do              | Lu              | Ma              | Me              | Gi              | Ve              |                 |
| Aprile          | Sa              | Do              | Lu              | Ma              | Me              | Gi              | Ve              | Sa              | Do              | Lu              | Ma              | Me              | Gi              | Ve              | Sa              | Do              | Lu              | Ma              | Me              | Gi              | Ve              | Sa              | Do              | Lu              | Ma              | Me              | Gi              | Ve              | Sa              | Do              |                 |                 |
| Maggio          | Lu              | Ma              | Me              | Gi              | Ve              | Sa              | Do              | Lu              | Ma              | Me              | Gi              | Ve              | Sa              | Do              | Lu              | Ma              | Me              | Gi              | Ve              | Sa              | Do              | Lu              | Ma              | Me              | Gi              | Ve              | Sa              | Do              | Lu              | Ma              | Me              |                 |
| Giugno          | Gi              | Ve              | Sa              | Do              | Lu              | Ma              | Me              | Gi              | Ve              | Sa              | Do              | Lu              | Ma              | Me              | Gi              | Ve              | Sa              | Do              | Lu              | Ma              | Me              | Gi              | Ve              | Sa              | Do              | Lu              | Ma              | Me              | Gi              | Ve              |                 |                 |
| Luglio          | Sa              | Do              | Lu              | Ma              | Me              | Gi              | Ve              | Sa              | Do              | Lu              | Ma              | Me              | Gi              | Ve              | Sa              | Do              | Lu              | Ma              | Me              | Gi              | Ve              | Sa              | Do              | Lu              | Ma              | Me              | Gi              | Ve              | Sa              | Do              | Lu              |                 |
| Agosto          | Ma              | Me              | Gi              | Ve              | Sa              | Do              | Lu              | Ma              | Me              | Gi              | Ve              | Sa              | Do              | Lu              | Ma              | Me              | Gi              | Ve              | Sa              | Do              | Lu              | Ma              | Me              | Gi              | Ve              | Sa              | Do              | Lu              | Ma              | Me              | Gi              |                 |
| Settembre       | Ve              | Sa              | Do              | Lu              | Ma              | Me              | Gi              | Ve              | Sa              | Do              | Lu              | Ma              | Me              | Gi              | Ve              | Sa              | Do              | Lu              | Ma              | Me              | Gi              | Ve              | Sa              | Do              | Lu              | Ma              | Me              | Gi              | Ve              | Sa              |                 |                 |
| Ottobre         | Do              | Lu              | Ma              | Me              | Gi              | Ve              | Sa              | Do              | Lu              | Ma              | Me              | Gi              | Ve              | Sa              | Do              | Lu              | Ma              | Me              | Gi              | Ve              | Sa              | Do              | Lu              | Ma              | Me              | Gi              | Ve              | Sa              | Do              | Lu              | Ma              |                 |
| Novembre        | Me              | Gi              | Ve              | Sa              | Do              | Lu              | Ma              | Me              | Gi              | Ve              | Sa              | Do              | Lu              | Ma              | Me              | Gi              | Ve              | Sa              | Do              | Lu              | Ma              | Me              | Gi              | Ve              | Sa              | Do              | Lu              | Ma              | Me              | Gi              |                 |                 |
| Dicembre        | Ve              | Sa              | Do              | Lu              | Ma              | Me              | Gi              | Ve              | Sa              | Do              | Lu              | Ma              | Me              | Gi              | Ve              | Sa              | Do              | Lu              | Ma              | Me              | Gi              | Ve              | Sa              | Do              | Lu              | Ma              | Me              | Gi              | Ve              | Sa              | Do              |                 |